# Chalyboclydon apicata
Chalyboclydon apicata là một loài bướm đêm trong họ Geometridae.